# 侯良 (1921年)
侯良（1921年—1984年5月2日），男，陕西户县人，中国政治人物，曾任中共新疆维吾尔自治区党委政法委副书记、中国政法大学副校长等职。

## 生平
1935年，在西安乐育中学读书的侯良参加了该校组织的抗日救国会。1936年西安事变前夕，侯良组织并参加了学生游行请愿等活动，并于1937年4月加入中华民族解放先锋队，1938年2月加入中国共产党。1938年7月，侯良根据中国共产党的决定，到陕甘宁边区学习和工作，先后在洛川八路军随营学校、延安抗日军政大学学习。历任陕甘宁边区保安处侦査员、科员、所长、股长、分队长、队长等职。1939年参加陕甘宁边区保安处七里铺第二期情报侦察干部训练班。
1949年中华人民共和国成立后，历任陕西渭南公安处副处长，新疆维吾尔自治区公安厅厅长，自治区治安总队政委，中共新疆维吾尔自治区党委政法委员会副书记，顾问委员会副主任等职。1983年7月，调任中国政法大学党委副书记、副校长。1984年5月2日逝世。